# Telerilevamento

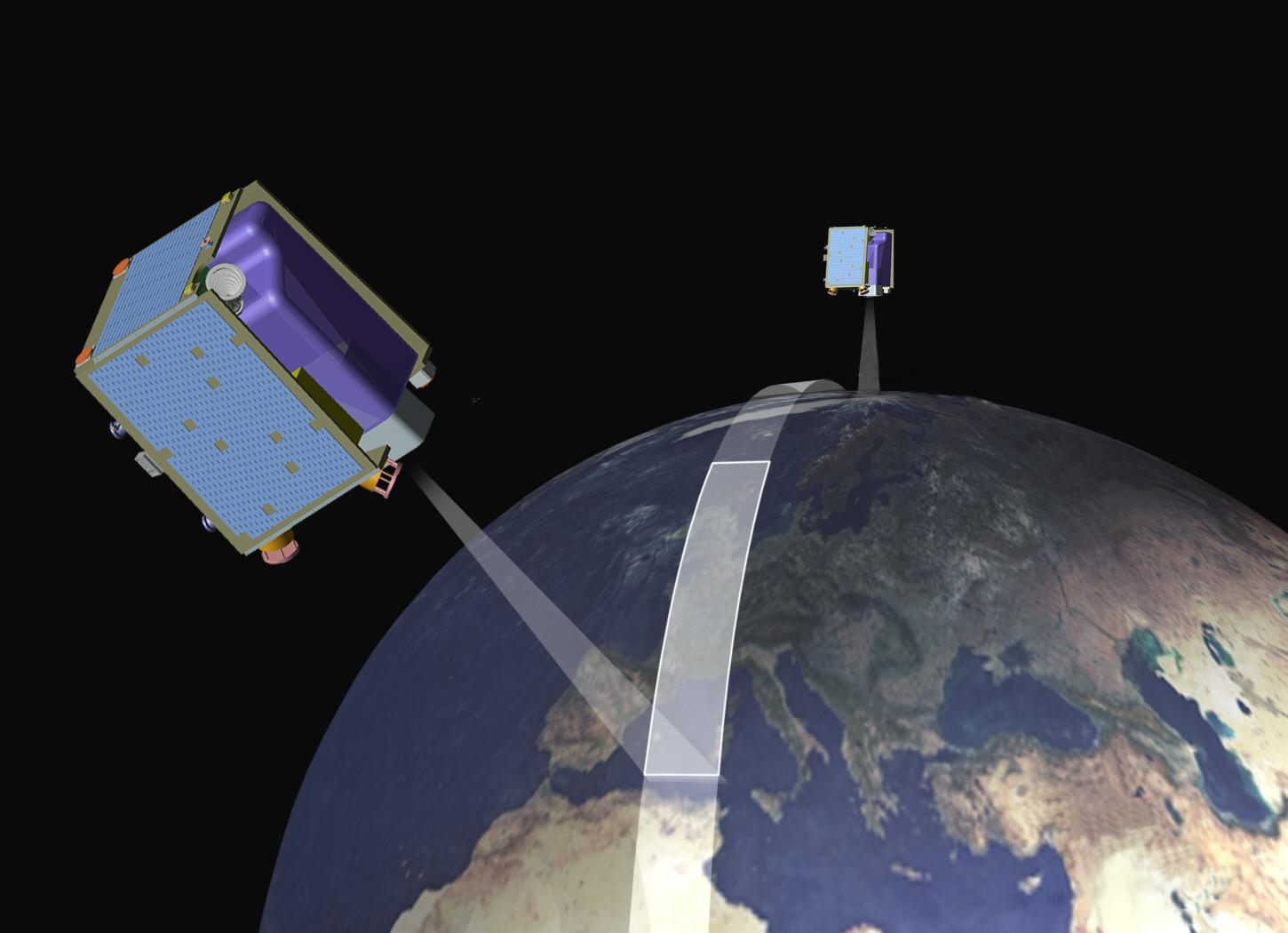
Esempio di satellite per telerilevamento (RapidEye)

Il telerilevamento (in inglese remote sensing) è la disciplina tecnico-scientifica o scienza applicata con finalità diagnostico-investigative che permette di ricavare informazioni, qualitative e quantitative, sull'ambiente e su oggetti posti a distanza da un sensore mediante misure di radiazione elettromagnetica (emessa, riflessa o trasmessa) che interagisce con le superfici fisiche di interesse.
Esso utilizza foto o dati numerici rilevati da aerei, satelliti, droni di tipo UAV o sonde spaziali per caratterizzare la superficie di un pianeta nei suoi parametri di interesse (in questo caso si parla di monitoraggio ambientale) con applicazioni sia in campo civile che militare. Appartiene dunque al più vasto ambito disciplinare del cosiddetto settore della "geoinformazione" anche se in esso possono essere inclusi sistemi e tecniche di telerilevamento spaziale. L'osservazione della Terra dallo spazio ha viaggiato e viaggia tuttora di pari passo con lo sviluppo dei satelliti artificiali (nello specifico i satelliti per telerilevamento), delle telecomunicazioni satellitari e dei sensori di rilevazione.

## Etimologia

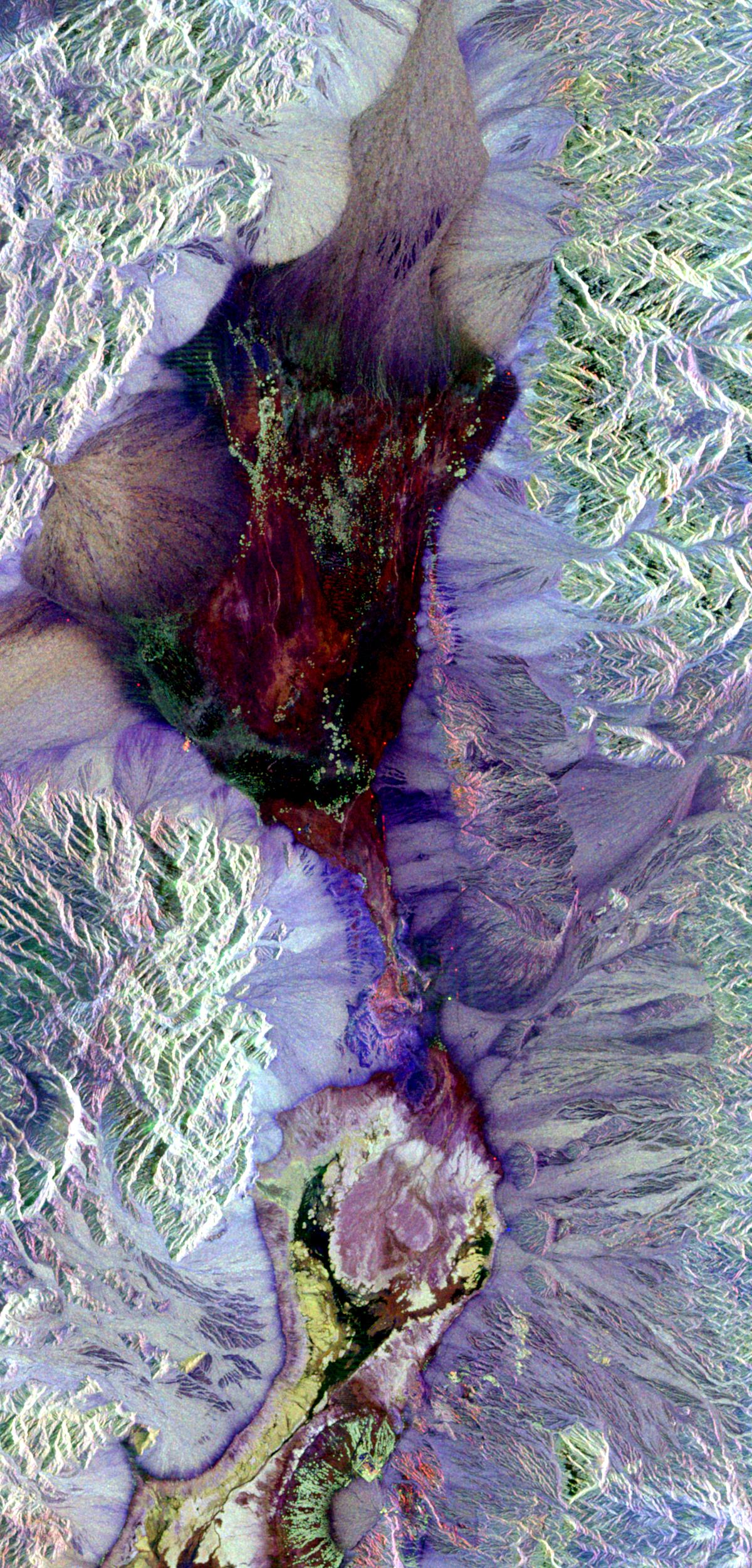
Immagine ottenuta con un radar ad apertura sintetica (SAR) sulla Valle della Morte, colorata attraverso la polarimetria

Il termine "telerilevamento" è composta dall'unione di due parole:
- "tele" che dal greco significa "da lontano";
- "rilevamento", ovvero un sinonimo di osservazione quantitativa o qualitativa.

In generale, con il termine "telerilevamento", si vuole esprimere l'acquisizione di informazioni su oggetti posti ad una certa distanza.
(Dermanis, Biagi)

## Storia
La storia del telerilevamento si può riassumere in alcuni passi fondamentali:
- 1840 – Come prima piattaforma si è utilizzata la mongolfiera aerea con a bordo una macchina fotografica;
- 1909 – Un'altra piattaforma che fu utilizzata fu il piccione, a cui venivano allacciate macchine fotografiche leggere (70 grammi);
- 1943 – I missili tedeschi V2 furono utilizzati come piattaforma;
- 1957 – Viene utilizzata come piattaforma la navicella spaziale Sputnik;
- 1960 – I primi satelliti meteorologici vengono adattati per poter scattare foto in bianco e nero, e per effettuare misure dei parametri atmosferici;
- 1972 – Prima dell'avvento di Skylab, dello Space Shuttle, arriva il primo satellite per telerilevamento della terra, il Landsat;
- 1980 – Nascita di diversi sensori specializzati: Coastal Zone Color Scanner (CZCS), Heat Capacity Mapping Mission (HCMM), e Advanced Very High Resolution Radiometers (AVHRR);
- 1999 – Lancio di Ikonos, il primo satellite commerciale ad alta risoluzione;

Da qui in poi compaiono i sensori radar (anche ad apertura sintetica), satelliti per studi oceanici e una corsa alla maggiore risoluzione spaziale.

## Descrizione

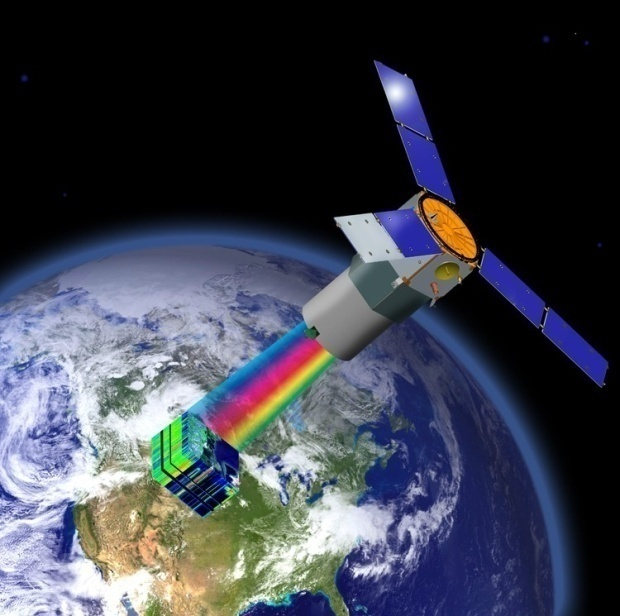
Un satellite per telerilevamento, di tipo iperspettrale: TacSat-3

Lo studio di un fenomeno o di una superficie effettuato con tecniche di telerilevamento prevede tre fasi distinte:
1. acquisizione dei dati mediante ripresa da terra, aereo, UAV o satellite con strumenti opportuni;
2. elaborazione dei dati (direttamente su satellite o a terra dopo invio) con creazione di immagini digitali;
3. interpretazione e uso dei dati nell'analisi desiderata.

In particolare possono essere rilevati i parametri elettromagnetici di campo quali potenza elettromagnetica associata al flusso di radiazione, ampiezza del campo elettromagnetico, fase e polarizzazione (vedi anche grandezze radiometriche). È possibile correlare queste informazioni di campo ai vari parametri ambientali (e non solo) d'interesse (tipicamente rilevando e riconoscendo la firma spettrale degli elementi o composti chimici), ricavando così informazioni utili all'analisi desiderata sotto forma di immagini digitali attraverso l'elaborazione dei dati elettromagnetici.

### Vantaggi

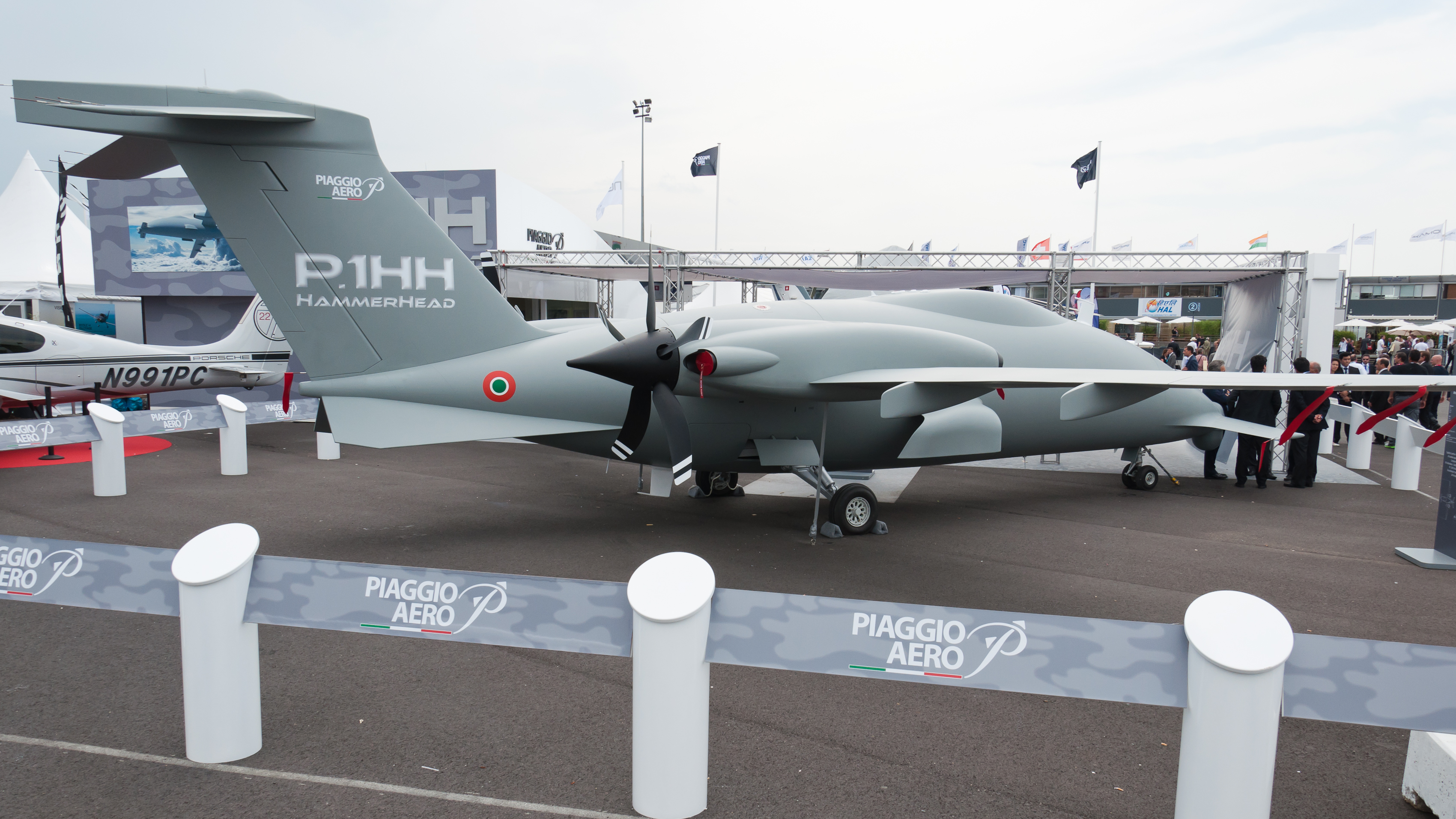
Aeromobile a pilotaggio remoto per rilevare i dati

Le potenzialità e i risultati offerti da tale metodica sono notevoli se si considera la relativa facilità di ottenere informazioni di qualsiasi tipo (in particolar modo i parametri ambientali), in breve tempo, a distanza, ripetute nel tempo o addirittura in alcuni casi in maniera quasi continua, con una grande copertura spaziale, con maggior oggettività e precisione ed anche con una maggiore economicità complessiva rispetto ai metodi di rilevazione convenzionali.
Esso rappresenta dunque una vera e propria rivoluzione nell'ambito del monitoraggio ambientale, di fatto una realtà già affermata da tempo e con sempre maggiori applicazioni e diffusione. In molte situazioni è necessario, dopo aver analizzato i dati registrati da satellite o da aereo, disporre di dati puntuali e con un elevato grado di risoluzione sul territorio che permettano di ottenere informazioni da incrociare con dati a scala maggiore.
Per ottenere questi dati possono essere utilizzati degli Aeromobile a pilotaggio remoto (APR, detti comunemente droni), in particolare dei miniUAV Esacopter che assolvono alla funzione di sensori di prossimità: questi sistemi possono essere utilizzati infatti per rilievi aerei a bassa quota (telerilevamento di prossimità), montando a bordo sensori di dimensioni sempre più miniaturizzati. Registrando, durante la missione di volo, la traiettoria seguita, si potrà ripetere nel tempo, il medesimo percorso permettendo un'analisi multi temporale dei dati della stessa area in analisi.

### Strumenti

Firma spettrale del cielo

Gli strumenti utilizzati per l'acquisizione possono fornire misure singole di radianza, come radiometri o spettroradiometri, o insiemi di misure di radianza (immagini digitali), come macchine fotografiche, termocamere o dispositivi a scansione. Tali strumenti, detti sensori, possono essere montati su satelliti in orbita oppure aviotrasportati. Da punto di vista spaziale il sensore copre generalmente una porzione o area della superficie terrestre detto 'campo di vista' (field of view) espresso da un angolo di apertura {\displaystyle \ a} con un'impronta W al suolo (swath width) funzione dell'angolo {\displaystyle \ a} e della quota altimetrica {\displaystyle \ H} e pari a:
{\displaystyle \ W=2Htan(a/2)}.
In generale i sensori possono essere:
- passivi se misurano la firma spettrale della radiazione elettromagnetica emessa (secondo le leggi del corpo nero, di Stefan-Boltzmann, ecc...) (emissività) o riflessa (riflettanza) a partire da sorgenti elettromagnetiche naturali come il Sole e proveniente dalle superfici investigate, come ad esempio nel caso dei radiometri.
- attivi se provvedono essi stessi all'illuminazione elettromagnetica delle superfici di interesse, captando poi la radiazione elettromagnetica di ritorno (backscattering) misurandone ancora una volta la firma spettrale in termini di riflettanza, come ad esempio nel caso dei radar.

Rispetto all'uso di un'unica banda spettrale estesa, l'uso di diverse bande spettrali di acquisizione selezionabili consente di identificare maggiormente le tipologie di suolo o in generale la sostanza o elemento chimico di interesse ovvero rilevando la loro caratteristica firma spettrale discriminandola dalle altre. In particolare la regione di spettro elettromagnetico di interesse nel telerilevamento terrestre è tipicamente quella dello spettro ottico e dell'infrarosso, a loro volta ulteriormente suddivisi, mentre nella radioastronomia lo spettro di interesse include anche sorgenti di onde radio, microonde, ultravioletto, raggi X e raggi gamma. Sotto questo punto di vista i sensori si possono ulteriormente suddividere in:
- pancromatici:
  - utilizzano tutta la banda dello spettro visibile;
  - hanno un'alta risoluzione spaziale.
- multispettrali:
  - utilizzano solitamente 3-7 bande spettrali, dove spesso sono presenti le bande RGB;
  - tendono ad avere una bassa risoluzione spaziale ( > 1 metro);
- iperspettrali:[2]
  - utilizzano un elevato numero di bande spettrali (solitamente superiore al centinaio);
  - larghezze di banda intorno a 0,1-0,2 µm;
  - bassa risoluzione spaziale.

### Parametri di risoluzione
Di un certo dataset, si possono descrivere principalmente quattro cose:
- risoluzione spaziale, ovvero a quale dimensione corrisponde un pixel nell'immagine telerilevata. Solitamente un pixel rappresenta un'area quadrata, e con i moderni satelliti si possono raggiungere risoluzioni di circa 40 centimetri; la risoluzione spaziale è maggiore con sensori di tipo pancromatico rispetto a sensori multispettrali e iperspettrali.
- risoluzione spettrale, ovvero la larghezza delle bande spettrali in cui l'immagine è registrata. Solitamente dipende dal numero di bande spettrali del sensore. Ad esempio il sensore Landsat 7 ha 7 bande spettrali (sensore TM Tematic Mapper), di cui alcune nello spettro infrarosso, altre in quello del visibile, con una risoluzione complessiva tra 0,07 e 2,1 µm. Altro esempio è il sensore Hyperion montato a bordo dell'Earth Observing-1, con 220 bande spettrali che vanno da 0,4 a 2,5 µm, con una risoluzione spettrale compresa tra i 0,10 e 0,11 µm per banda;
- risoluzione radiometrica, ovvero il numero di diverse intensità della radiazione che il sensore è in grado di distinguere. Solitamente questo valore spazia tra gli 8 e i 14 bit, che corrispondono a 256 e 16384 livelli di grigio per ogni banda. Questo parametro dipende anche dal rumore dello strumento e può essere in qualche modo alterato con tecniche di elaborazione dell'immagine telerilevata aumentandone il contrasto.
- risoluzione temporale, ovvero il tempo che un satellite o un aereo impiega per sorvolare nuovamente un determinato punto. Questa risoluzione può essere aumentata utilizzando costellazioni di satelliti. Molto utile per discriminare cambiamenti in una determinata regione.

In aggiunta un dataset deve solitamente essere corretto sia radiometricamente che eliminare le presenze di disturbo dell'atmosfera:
- correzione radiometrica: ritorna una scala di valori di pixel, ad esempio una scala monocromatica da 0 a 255 viene convertita a seconda dei valori della radianza (funzione Gamma);
- correzione atmosferica: elimina la foschia creata dall'atmosfera terrestre, riscalando le bande spettrali, in modo tale che il valore minimo (solitamente quello riferito all'acqua) corrisponda al valore 0 (Bidirectional reflectance distribution function). Ad esempio è necessario filtrare parte della radianza corrispondente al blu per via del backscattering verso il sensore dovuto allo scattering di Rayleigh dovuto ai gas atmosferici.

### Tecniche
Le varie tecniche di telerilevamento si distinguono inoltre in base alla parte di spettro elettromagnetico utilizzato ovvero dei canali spettrali: si va dallo spettro visibile e dell'infrarosso a quello delle microonde. 
Tecniche di telerilevamento di tipo attive molto utilizzate ed efficaci sono ad esempio l'interferometria radar nel campo delle microonde tramite radar ad apertura sintetica (SAR), il Lidar nel campo del visibile-infrarosso (telerilevamento ottico) oppure la semplice radiometria passiva; nel caso della radioastronomia si parla di telerilevamento spaziale. Appartengono per certi versi al telerilevamento anche le tecniche diagnostiche tramite sonar come l'ecoscandaglio e il SODAR che non fanno però uso di onde elettromagnetiche, ma di onde acustiche.

## Elaborazione delle immagini

Google Earth

Tipicamente una parte cospicua del lavoro di acquisizione delle informazioni di telerilevamento consiste nell'elaborazione delle stesse in immagini opportune e nella successiva analisi.
Tra queste operazioni c'è la digitalizzazione delle informazioni elettromagnetiche ricavate dallo scandaglio del territorio di interesse: l'immagine ricavata è rappresentata attraverso pixel sul monitor di visualizzazione in un grigliato di righe Y e colonne X. Ciascun valore elettromagnetico rilevato per ciascun pixel di territorio osservato viene digitalizzato ovvero codificato in vari livelli discreti di quantizzazione dando vita a numeri adimensionali detti Digital Number (DN) favorendone la rappresentazione e quantificazione: tanto maggiori sono i livelli di quantizzazione tanto più fine e dettagliata è la risoluzione cromatica dell'immagine espressa in scala di grigi. Tali valori di DN risultano così proporzionali alla grandezza elettromagnetica di interesse. In genere inoltre è possibile ottenere la distribuzione di frequenza dei DN dell'immagine sotto forma di istogramma, sia globalmente sia per arbitrari profili di riga Y e colonna X, con relativi parametri statistici di media, varianza, deviazione standard, moda, mediana.
Le immagini possono riferirsi a singole bande spettrali di osservazione oppure a più bande cumulate fino al caso dell'intero spettro del visibile e dell'infrarosso (immagine pancromatica). In altri casi le immagini possono essere delle semplici foto aeree o da satelliti in orbita molto bassa (LEO a 500 km) e a risoluzione molto elevata come nel caso di Google Earth.
A partire da una foto in scala di grigi è possibile ottenere un'immagine a colori associando alle bande ottiche di scansione i rispettivi colori fisici (true color): l'immagine così ottenuta è approssimativamente quella che si avvicina di più ad un'immagine fotografica anche se non con la risoluzione spettrale su tutti i colori che possiede invece l'occhio umano.
È possibile inoltre associare altri colori non corrispondenti a quelli reali delle bande di scansione (false color), spesso utilizzati per far risaltare meglio le diverse tipologie di superficie investigate potendo così creare mappe tematiche.
In alternativa è possibile creare mappe tematiche più dettagliate selezionando manualmente porzioni omogenee di immagini (training field) rappresentanti classi diverse di superfici (suolo nudo, prato, bosco, ambiente sub-urbano ed urbano, infrastrutture), assegnando loro un opportuno colore, con il software che estende il colore selezionato al resto dell'immagine con superfici di pari set di radianza.
Per la rilevazione e lo studio fenologico della copertura vegetale si usano invece le cosiddette mappe NDVI dove un indice opportuno (l'NDVI appunto) permette di visualizzare meglio le informazioni relative a tale tipo di superficie e alla densità di vegetazione in relazione alle eventuali fasi di crescita annuali.
Sono inoltre possibili elaborazioni che creano mappe di radianza (o DN) differenziale tra due immagini in istanti temporali di acquisizione diversi (ad esempio a distanza di mesi o anni) utilizzate ad esempio per monitorare sempre lo stato fenologico nelle diverse fasi vegetative dell'anno, la crescita della copertura vegetale, agricola o urbana negli anni o le variazioni anomale nell'ambito infrastrutturale (ad esempio monitorare fenomeni di abusivismo edilizio o valutazione di impatto ambientale).

### Software per il telerilevamento

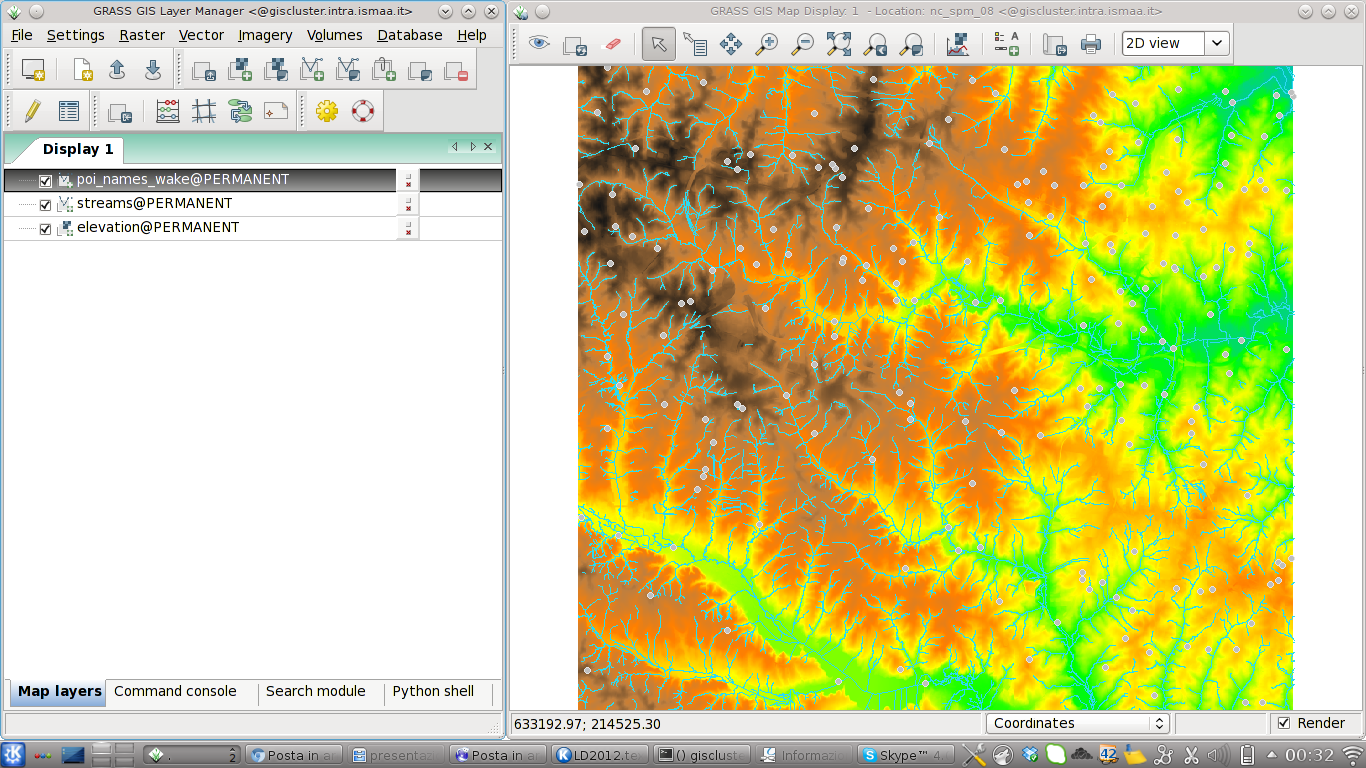
GRASS GIS

Per la manipolazione di dati teleriilevati esiste un grande numero di programmi, proprietari e open source.  I software proprietari maggiormente utilizzati sono:
- ERDAS
- ESRI
- ENVI[3]
- PCI Geomatica[4]
- SOCET SET

Tra quelli open source si distinguono invece:
- GRASS GIS
- Orfeo toolbox
- NEST[5]

## Applicazioni
Le principali applicazioni del telerilevamento in ambito ambientale sono:
- monitoraggio dell'atmosfera (composizione, profili meteorologici, nuvolosità, precipitazioni, vento, input modelli di previsione e nowcasting) e dell'oceano comprese attività in mare e aree costiere (circolazione marina/oceanica, moto ondoso, livello del mare, temperatura, biologia marina, inquinamento acque);
- climatologia: comprensione e valutazione dei processi climatici (es. desertificazione, aerosol, variazioni di albedo);
- inquinamento: monitoraggio di sostanze inquinanti in atmosfera (es. ozono nei bassi strati o in stratosfera, anidride carbonica);
- glaciologia: tipologia, spessore, estensione e movimenti dei ghiacci marini e terrestri anche grazie all'uso di gravimetri aviotrasportati;
- geologia, geomorfologia, geodesia: faglie e anomalie, movimenti tettonici, instabilità pendii e dissesto idrogeologico, identificazione tipi di roccia, identificazione geomorfometrica attraverso modelli digitali di elevazione;
- topografia e cartografia: carte geografiche di base e tematiche;
- archeologia: individuazione di antichi siti sepolti, studio del paleoambiente;
- agricoltura, foreste, vegetazione: mappatura, stato fenologico e di salute, umidità, stima di produzione, indicazioni colturali;
- Idrologia e idrogeologia: risorse idriche, precipitazioni, input modelli di run-off, evapotraspirazione, degradazione dei suoli, erodibilità dei suoli, salinizzazione;
- previsione e controllo catastrofi, valutazione dei rischi: incendi, alluvioni, instabilità, controllo zone inaccessibili;
- gestione del territorio: inventari risorse, supporto alla pianificazione, valutazione di impatto ambientale, lotta all'abusivismo edilizio e al crimine ambientale;
- indagini militari: individuazione e studio di siti nascosti di importanza strategica per successive azioni militari;
- urbanistica e sviluppo sostenibile: analisi dell'uso del suolo per una pianificazione urbanistica attenta e sostenibile.

## Riviste
- GEOmedia, rivista italiana di geomatica e geografia intelligente, su rivistageomedia.it.